# Aimo Diana
Aimo Stefano Diana (Bréscia, 2 de janeiro de 1978) é um futebolista italiano que atualmente joga no Lumezzane